# Smiřický von Smiřice

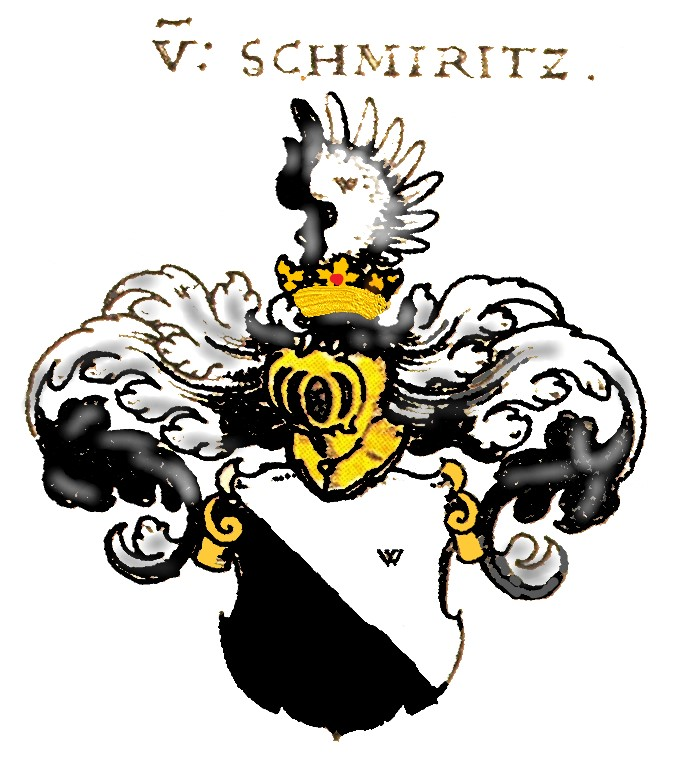
Wapen van de familie von Schmiritz

De Smiřický von Smiřice waren een Boheemse aristocratische familie, die zichzelf noemde naar de Vesting Smirice. 
In de 15e en 16e eeuw verwierven ze uitgebreide bezittingen, voornamelijk in Midden- en Noordoost-Bohemen en behoorden destijds tot de rijkste adellijke families in Bohemen. Jan Smiřický was een Hussieten-kapitein en kapitein van het district Bunzlau. In zijn laatste jaren was hij een fervent katholiek. Daarom werd hij in 1453 beschuldigd van verraad en ter dood veroordeeld. Margareta von Smirzicz was de moeder van Albrecht von Wallenstein opperbevelhebber van de keizerlijke troepen tijdens de Dertigjarige Oorlog.